# EMAS
EMAS (Systém ekologického řízení a auditu - zkratka z angličtiny Eco-Management and Audit Scheme) je dobrovolným nástrojem environmentálního řízení, který byl vyvinut v roce 1993 Evropskou komisí. Umožňuje organizacím posoudit, řídit a neustále zlepšovat své životní prostředí. Systém je globálně použitelný a otevřený pro všechny typy soukromých a veřejných organizacích. K registraci v systému EMAS musí organizace splňovat požadavky nařízení EMAS. V současnosti je v systému EMAS zaregistrováno více než 4500 organizací a více než 8 100 poboček.

## Nařízení EMAS: Struktura
EU nařízení EMAS zahrnuje 52 články a 8 přílohami:
- Kapitola I: Obecná ustanovení
- Kapitola II: Registrace organizací
- Kapitola III: Povinnosti registrovaných organizací
- Kapitola IV: Pravidla vztahující se na příslušné orgány
- Kapitola V: Environmentální ověřovatelé
- Kapitola VI: Akreditace a povolovacích orgánů
- Kapitola VII: Pravidla vztahující se na členské státy
- Kapitola VIII: Pravidla vztahující se na Komisi
- Kapitola IX: Závěrečná ustanovení

- Příloha I: environmentální přezkoumání
- Příloha II: Požadavky na systém environmentálního řízení a další otázky, na které se musí zaměřit organizace používající systém EMAS
- Příloha III: Interní environmentální audit
- Příloha IV: Environmentální reporting
- Příloha V: Logo EMAS
- Příloha VI: Požadavky na informace pro registraci
- Příloha VII: Ověřovatele stavu životního prostředí v prohlášení o ověření a validace činnosti
- Příloha VIII: Srovnávací tabulka (EMAS II / EMAS III)

Přestože EMAS je oficiální nařízení EU, je závazný pouze pro organizace, které se ho dobrovolně rozhodnou zavést. Nařízení EMAS obsahuje požadavky na systém řízení životního prostředí na mezinárodní normy pro řízení životního prostředí, ISO 14001 a další požadavky pro organizace registrovaná v programu EMAS jako je zapojení zaměstnanců, zajištění souladu s právními předpisy nebo vydání environmentálního prohlášení. Díky těmto dodatečným požadavkům je EMAS známý jako prémiový nástroj pro řízení životního prostředí (oproti právě systému ISO 14001)